# Danmarksdemokraterne
Danmarksdemokraterne er et højreorienteret politisk parti stiftet i 2022 af Inger Støjberg, der også er partiformand. Det er et borgerligt parti med en stram udlændingepolitik. Partiet fik 14 mandater ved sit første folketingsvalg i 2022 og blev dermed det næststørste parti i den traditionelle blå blok. I marts 2024 øgedes antallet af mandater til 16, hvorved det blev det tredjestørste parti i Folketinget. Ved Europa-Parlamentsvalget i 2024 vandt partiet ét mandat i parlamentet.

## Historie

### Baggrund
Inger Støjberg blev i rigsretssagen mod hende idømt 60 dages ubetinget fængsel den 13. december 2021 for brud på ministeransvarlighedsloven. Hun havde tidligere været næstformand i og folketingsmedlem for Venstre, men havde trukket sig som næstformand på opfordring fra Venstres Forretningsudvalg i december 2020 og udtrådt af Venstre i februar 2021, hvorefter hun fortsatte som løsgænger, indtil hun efter sin dom blev kendt uværdig til at sidde i Folketinget af et flertal i Folketinget i december 2021.
Støjberg afsonede sin straf i fodlænke i sit hjem i Hadsund fra den 28. marts 2022. Da hun blev løsladt den 26. maj, holdt hun en takkefest på Visborggaard Slot nær Hadsund, hvor cirka 2.000 mennesker deltog. Her udtalte hun, at hun "ikke har mistet lysten til politik" og agtede at annoncere sin politiske fremtid, "inden at bladene faldt af træerne". Dette førte til spekulation om, hvorvidt hun ville stifte et parti.

### Stiftelse
Den 21. juni 2022 blev partinavnet Danmarksdemokraterne – Inger Støjberg godkendt af Valgnævnet. Ansøgningen var indsendt af forretningsmanden Jan Vilstrup, der havde oprettet domænenavnet danmarksdemokraterne.dk den 6. maj og Danmarksdemokraterne som forening i Det Centrale Virksomhedsregister den 8. juni. Støjberg offentliggjorde den 23. juni i et interview med Skive Folkeblad, at hun var partiets stifter og partileder.

### Folketingsvalget 2022
Partiet begyndte 23. juni 2022 at indsamle vælgererklæringer for at blive berettiget til at stille op til næste folketingsvalg. Efter mindre end et døgn havde 40.321 vælgere om morgenen 24. juni første gang erklæret deres støtte til at partiet kan stille op til Folketinget. Vælgerne skulle bekræfte deres erklæringer efter 7 dage, for at de blev gyldige. Den 1. juli rundede Danmarksdemokraterne de nødvendige 20.182 gyldige vælgererklæringer. Partiet blev opstillingsberettiget den 7. juli, efter at Indenrigs- og Boligministeriet havde verificeret vælgererklæringerne, og partiet fik tildelt partibogstavet Æ, som de også havde ansøgt om at få.
I august offentliggjorde partiet en liste med 30 folketingskandidater. 7 af kandidaterne var folketingsmedlemmer, som blev valgt til Folketinget for Dansk Folkeparti ved folketingsvalget i 2019. Der var i alt 13 tidligere medlemmer af Dansk Folkeparti og 11 tidligere medlemmer af Venstre foruden 1 tidligere konservativ blandt folketingskandidaterne.
Valgkampen forud for folketingsvalget den 1. november 2022 blev den første valgkamp, som partiet deltog i. Ved valget fik partiet 14 mandater og blev dermed det næststørste parti i blå blok efter Venstre.
I marts 2024 skiftede folketingsmedlem Mads Fuglede fra Venstre til Danmarksdemokraterne. Ligeledes blev Kim Edberg, tidligere medlem af Nye Borgerlige, en del af Danmarksdemokraternes folketingsgruppe efter en periode som løsgænger. Dette betød, at Danmarksdemokraterne nu havde 16 folketingsmedlemmer, og dermed var det tredje største parti i Folketinget.

## Politik og ideologi
Partiet har ikke fremlagt et samlet politisk program, men har dog lavet et principprogram. Parlamentarisk placerer partiet sig i blå blok.
Den afgørende politiske mærkesag for partiet er udlændingepolitikken. Støjberg markerede sig som integrationsminister for Venstre med en stram udlændingepolitik. Partiet mener at udlændinge skal tilpasse sig dansk kultur og samfund. Derudover vil partiet også flytte ressourcer og opmærksomhed fra de store byer til provinsen og lokalsamfund. Det drejer sig fx om, at yderområder skal have bedre adgang til læger, velfungerende mobiltelefonnetværk og vejnet. Disse to mærkesager viser de højrepopulistiske og nationalkonservative træk, som partiet i høj grad repræsenterer.

I et interview udtalte Støjberg:
| Citat | Jeg synes, at der mangler et borgerligt parti, som varetager interesserne for folk, som de er flest. Og som har et klart blik på alt det, der foregår udenfor København. Jeg synes, at forbindelseslinjerne mellem København og resten af Danmark er ved at blive svage" | Citat |
|       | |       |

.
I den økonomiske politik vil partiet sørge for at de høje skatteindtægter går til velfærd – fx til ældre på plejehjem. Dertil bør de offentlige udgifter også følge med, i takt med at der bliver flere ældre i Danmark, hvorfor de også vil bevare den såkaldte Arne-pension for tidligt nedslidte.
Ifølge partiet skal klimapolitik ikke stå i vejen for erhvervslivet eller skade landbruget unødvendigt. De fokuserer først på danske arbejdspladser og derefter på klima. Partiet slår sig op på at skabe respekt om det, de kalder 'Produktionsdanmark' – små og mellemstore virksomheder og private erhvervsdrivende.

## Valgresultater

### Folketingsvalg
| Valg | Leder          | Stemmer | %   | Mandater | +/– | Regering   |
| ---- | -------------- | ------- | --- | -------- | --- | ---------- |
| 2022 | Inger Støjberg | 286.796 | 8,1 | 14 / 179 | 14  | Opposition |

### Europaparlamentsvalg
| Valg | Spidskandidat          | Gruppe | Stemmer | %   | Mandater | +/– |
| ---- | ---------------------- | ------ | ------- | --- | -------- | --- |
| 2024 | Kristoffer Hjort Storm | ECR    | 180.666 | 7,4 | 1 / 15   | 1   |